# Khamtay Siphandone

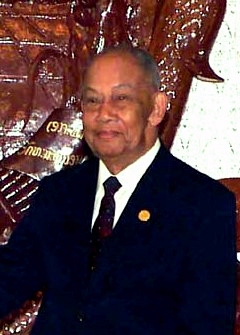
Khamtay Siphandone (2004)

Khamtay Siphandone (laotisch ຄຳໄຕ ສີພັນດອນ; * 8. Februar 1924 in Houa Khong, Provinz Champasak, damals Französisch-Indochina; † 2. April 2025 in Vientiane) war ein laotischer General und Politiker. Er war von 1991 bis 1998 Regierungschef, von 1992 bis 2006 Generalsekretär der Laotischen Revolutionären Volkspartei (LRVP) und von 1998 bis 2006 Staatspräsident des Landes.

## Leben und Wirken
Khamtay stammte aus einer Bauernfamilie aus dem äußersten Süden von Laos. Seine erste Arbeitsstelle war als Postbote. Er schloss sich nach dem Ende des Zweiten Weltkriegs der nationalen Befreiungsbewegung Lao Issara an, die für die Unabhängigkeit von Laos und gegen die Rückkehr der französischen Protektoratsverwaltung eintrat. Bevor die Franzosen im März 1946 die Kontrolle über Savannakhet zurückerlangt hatten, nahm Khamtay die gesamte Provinzkasse (150.000 Piaster) an sich. Er wurde Offizier des bewaffneten Flügels der Bewegung und 1948 deren Vertreter für Südlaos. Nach der Spaltung der Lao Issara schloss er sich 1950 der prokommunistischen Pathet Lao an.
1954 wurde er Mitglied der Kommunistischen Partei Indochinas, 1955 der Laotischen Volkspartei (heute LRVP), deren Zentralkomitee er ab 1957 angehörte. Er galt als enger Vertrauter des ersten Generalsekretärs Kaysone Phomvihane. 1962 wurde er dessen Nachfolger als Stabschef der bewaffneten Einheiten der Pathet Lao. 1966 wurde er Oberkommandierender der aus diesen hervorgegangenen „Laotischen Volksbefreiungsarmee“, die mit nordvietnamesischer Unterstützung im Laotischen Bürgerkrieg gegen die königlichen Truppen kämpfte. 1972 stieg er ins Politbüro der LRVP auf.
Nach der Machtübernahme der Kommunisten 1975 wurde er Verteidigungsminister und stellvertretender Vorsitzender des Ministerrats. Dieses Amt hatte er 16 Jahre lang inne. Hinter Kaysone und Nouhak Phoumsavanh war er ab dem 5. Parteitag 1991 Nummer drei in der Parteispitze. Am 15. August 1991 wurde er als Nachfolger Kaysones Regierungschef. Dieses Amt hatte allerdings unter der neuen Verfassung gegenüber dem Staatspräsidenten an Einfluss eingebüßt. Nach dem Tod des langjährigen Parteichefs Kaysone 1992 stieg Khamtay an die Spitze der Staatspartei LRVP auf.
Am 24. Februar 1998 wurde er als Nachfolger Nouhak Phoumsavanhs 5. Präsident der Demokratischen Volksrepublik Laos. Auf dem 8. Parteitag der LRVP am 21. März 2006 trat Khamtay als Generalsekretär zugunsten seines früheren Kampfgenossen, des Generalleutnants Choummaly Sayasone, zurück. Dieser folgte ihm am 8. Juni desselben Jahres auch im Amt des Staatspräsidenten. Khamtay stellte außerdem sicher, dass sein Schützling Bouasone Bouphavanh neuer Regierungschef und sein Sohn Sonexay Siphandone Gouverneur von Champasak wurde. Dieser ist seit Dezember 2022 selbst Regierungschef von Laos. Seine Tochter Viengthong Siphandone ist seit 2021 Präsidentin des Verfassungsgerichts von Laos. Ihr Ehemann Khampheng Saysompheng ist seit 2015 Minister für Arbeit und Soziales.
Durch diese familiären Verflechtungen übte er auch nach seinem offiziellen Ausscheiden weiterhin wesentlichen Einfluss auf die laotische Politik aus.